# 步步驚心 (電視劇)
《步步惊心》是一部2011年首播的以穿越为题材的中国古装宫廷剧，改编自知名女作家桐华的同名小说《步步惊心》，亦是第一部翻拍成电视剧的桐华小说作品。该剧由湖南广播电视台和唐人影视联合出品，香港知名导演李国立执导；刘诗诗、吴奇隆及郑嘉颖領銜主演，並由韩栋、林更新、袁弘、叶祖新、刘松仁及刘心悠联合主演，讲述身为都市白领的女主人公因一次意外穿越到清朝康熙年间，成为一名宫女，在陷入诸阿哥们的明争暗斗和情感纠葛的同时，亲眼见证并参与康熙“九子夺嫡”的历史进程的故事。
本剧于2010年12月6日在中國上海市宣布启动，12月8日正式开机，先后在浙江横店影视城和东阳市进行拍摄，至次年3月20日全剧杀青关机。2011年9月10日，本剧在湖南卫视十点档金鹰独播剧场全国首播。台湾则于同年10月27日在中视数位台八点档首播该剧。
本剧的续作为都市剧《步步惊情》，由原班人马拍摄于2013年，讲述女主人公回到现代以后的故事。另外本剧的电影版《新步步惊心》亦于2015年上映，主演换为陈意涵、杨佑宁和窦骁。

## 故事情节

### 剧情概要
张晓（刘诗诗饰）是一个21世纪的年轻白领。她在和男友黄棣（马天宇友情演出）在深圳市街头吵架时发生车祸及触电意外事故，在强烈电流的刺激下，脑电波穿越到18世纪清朝的八旗女子马尔泰·若曦（刘诗诗分饰）一个与她自身容貌一模一样的女子身上。这个女子是八阿哥胤禩的侧福晋马尔泰·若兰（刘心悠饰）的妹妹。穿越之后一开始她尝试了各種辦法試圖回到现代，无奈徒劳无功。在八爺府待选秀女期间，她遇上四阿哥胤禛（吴奇隆饰）、姐夫八阿哥胤禩（鄭嘉穎飾）、九阿哥胤禟（韩栋 饰）、十阿哥胤䄉（叶祖新饰）、十三阿哥胤祥（袁弘饰）、十四阿哥胤禵（林更新饰）。她与胤祥成為知己好友，同时又被温文儒雅的胤禩深深吸引。
若曦进入紫禁城，成為一个奉茶宫女。在一次狩猎之旅上，她和胤禩互相之间產生好感。她希望在接受他的求婚之前能够放弃对皇位的争夺。因为她来自未来，知道胤禩的野心会最终导致在其四皇兄胤禛登基后將他从宗籍撇销，迫其改名「阿其那」，接着身敗名裂，最后在狱中离世。分手之前，若曦警告胤禩要关注他四哥及他身边相关幕僚以试图挽救他的命运。
与胤禩分手后，若曦和胤禛的互动，改变胤禛的不利舆论。胤祥看在眼里，知道她已在不知不觉中爱上胤禛。在此期间，胤禩和他的同僚们，诬陷胤禛，说他想篡奪皇位，以消除胤禛这个潜在的对手。在关键时刻，胤祥出来承担责任，被禁闭十年作为处罚。若曦和阿哥们为胤祥说情，康熙帝（刘松仁饰）答应并且将胤祥的刑罰减为软禁。这一系列事情发生后，胤禩才知道，若曦现在是爱上胤禛。太子胤礽（张雷饰）在東窗事發后被废黜，并被终身禁監。然后，康熙帝开始显露出对胤禵的偏好，并將若曦許他作侧福晋。然而，若曦大胆违抗皇帝的命令。她被盛怒的康熙帝降职，責罰二十大板并转移到浣衣局为奴数年。
胤禛决定他必须登上皇位才能保护胤祥和若曦，但他的计划造成康熙帝不再信任胤禩而转而青睐胤禵。康熙帝最终因病駕崩，又因为胤禛从隆科多（赵家林饰）和年羹尧（邢瀚卿饰）处得到支持，胤禛发动政变，夺取皇位，成为雍正帝。胤禛即位后从狱里释放胤祥和若曦。然而，若曦的幸福被胤禛的偏执以及胤禩和他同僚们的残酷迫害徹底毀掉。她经常陷入胤禛和胤禩的内鬥之中。胤禩的嫡福晋郭络罗·明慧（石筱群饰）告诉若曦为什么她的丈夫几年前就开始和胤禛作对。若曦感到震惊，原来是她當年警告胤禩要小心胤禛身邊的幾位臣子，導致胤禩佈局陷害胤禛，害胤祥被幽禁十年，她这才恍然大悟，由于穿越的因果循环她原来才是自己最初想避免这场「九子夺嫡」悲剧背后的始作俑者。她的绝望导致孩子流产，而且也弄得她自己身体严重衰弱。
愤怒的胤禛指责胤禩和明慧，将若曦流产和生重病的责任推给他们。他下圣旨，迫使胤禩休掉明慧，明慧随后上吊焚火自尽。若曦害怕胤禛对他的兄弟们下毒手，坦白她曾提醒胤禩提防胤禛的话，但当他了解到胤禩为什么在继位斗争中暗算他时，胤禛被若曦的坦白震撼。于是，他开始冷淡地对待若曦。若曦知道两人的感情已不可能走下去决意离宫，并要求胤禵帮助她离开紫禁城。胤禵后来揭示先皇帝康熙的诏书，娶若曦为侧福晋、一开始胤禛虽不情愿；然后来在胤禩为达成若曦的心愿主动跟胤禛告知其与若曦往日的一段情，却隐瞒其分手之由后，迫使胤禛终于放弃若曦，並在康熙帝遺詔的压力下同意，让若曦离开紫禁城。
尽管胤禵给她无微不至的关怀，若曦痛苦的内心仍旧深深影响她的身體，弥留之际，她乞求胤禵幫她轉交一封信给胤禛，要求在自己去世之前见胤禛最后一次，而若曦绝笔之信因其收件者落款字迹与胤禛太为相似，胤禵为免无谓之谣言另起，故重新书写一信封、将若曦的信件放于其中寄出；然而因胤禛和胤禵之间的误解導致胤禛收到该信后只覺得又是胤禵乱语，故命高无庸放置一旁不予理会。但若曦挣扎着继续生存，只为了见到胤禛。三天后，若曦认为胤禛的不理不睬證明对她的感情已经结束并充满恼恨，她在悲痛中去世。当若曦去世的消息傳到胤禛的耳朵里时，他万分悲痛，赶到胤禵的居所。胤禛在到达灵堂后，对他当初对若曦的行为悔恨不已，但一切都为时已晚。他和胤祥将若曦的骨灰洒在风中，完成她的遗愿，让她自由。
若曦死后，张晓的意识回到2011年，她在医院里清醒，被医院人员告知她在车祸后昏迷好几个礼拜。她想知道，在18世纪清朝那段历史二十多年来过去的种种经历到底是真还是假。待身体恢复后，张晓对康熙帝之子和马尔泰·若曦展开研究，在预料之中，发现历史仍然走在正轨上，可是对若曦没有记录，似乎这个人从来没有存在过。后来她参观一个清朝文物博物馆，在一幅畫中发现一个服侍康熙帝身边的侍女竟与她惊人地相似，而且畫中侍女戴的髮簪也是胤禛送她的木兰髮簪，手上戴的，亦是胤禩当初送她的玉镯。感慨之际，一个看起来像胤禛的人（殷正，也由吴奇隆 饰演）走进展览厅，他在见到流泪的张晓后问了一句：「我们认识吗？」便离去。当见到他时，张晓的视线跟随着他，她无法抑制自己的眼泪。当他离去时，百般滋味在心头，现在只有她一个人独自回顧与胤禛的过去。（张晓的事迹在《步步惊情》中续有叙述。）

### 与小说的差异
虽然连续剧剧情大部分忠实于桐华的小说，但仍然存在以下差异：
- 在小说的開始，张晓所在的时间是2005年，马尔泰·若曦是13歲；在电视剧中，张晓所在时间为2011年，若曦为16歲。
- 在小说的結尾，若曦无法穿越回现代，最后只有病死异世。雍正（四阿哥胤禛）后来因若曦的死伤心沮丧，十年后终于郁郁而终。胤禛之子弘历（与钮祜禄氏所生）即位后为乾隆帝，并替父赦免八阿哥胤禩（因忌讳改名為允禩）、九阿哥胤禟（改名為允禟）、十阿哥胤䄉（改名為允䄉）和十四阿哥胤禵（改名為允禵）等人。[7]但在电视剧的结尾处，若曦死后穿越回了现代，变回她真实身份张晓，还与一位长像与四阿哥相似的男子（殷正）相遇。[8][9]

## 演員表

### 主要角色
| 演員   | 角色         | 角色介绍（以35集版本為準） | 原版配音 | 粤语配音 |
| 劉詩詩 | 張曉         | 21世紀現代白領（平面設計師）（來自2011年廣東深圳市，後在《步步驚情》時北漂至北京） 发现男友黄棣劈腿，当街吵架。（第1集）（《步步驚情》時黄棣称為其知己、同事，並要求復合但張曉不答應） 因車祸與遭觸電而靈魂出窍穿越於清康熙四十三年（1704年），從此化身「馬爾泰·若曦」（第1集）。 穿越回到2011年，为《步步驚情》女主角（第35集）。 | 楊夢露   | 劉惠雲   |
| 劉詩詩 | 馬爾泰·若曦  | 二小姐→乾清宮奉茶宫女→浣衣房宮女→乾清宮奉茶宫女→官女子→十四侧福晋 馬爾泰·若蘭（八側福晉）之妹。 其真實身分為21世紀現代女性－張曉，由於真正的若曦自閣樓摔落後本應已死，卻因在另一時空之張曉亦同時出事，張曉的魂魄就意外地進入了若曦體內，得以重生。（第1集） 胤䄉（十阿哥）曾经的暗戀對象 胤祥（十三阿哥）、蘇完瓜爾佳·敏敏格格、綠芜之好友。 玉檀之結拜姊妹 個性古靈精怪，常在嘴邊掛著現代人之辭，嚮往自由平等的愛情。 因擅自离府，与八嫡福晋发生言语和肢体冲突。（第1集） 调皮用十阿哥养的狗整明玉格格（八嫡福晋之妹）受伤，十阿哥劝架时被打伤。（第2集） 與明玉格格（八嫡福晋之妹）發生衝突掉入湖里，训斥明玉不准哭，而被康熙帝戲稱為拼命十三妹（第3集） 进宫选秀女（第6集） 因八嫡福晋陷害，皇后不愿得罪德妃与慧妃，安排其成乾清宮領頭女官奉茶宮女（第6集） 因胤禩（八阿哥）诚心成为其情人（第12集），後因不愿放弃争皇位而分手（第14集） 郭絡羅·明玉（十福晉）之死敵，後化敵為友。（第22集）因抗旨拒婚被罰到浣衣局洗衣。（第23集） 胤禛（四阿哥）之情人、曾經懷過胤禛的孩子（第30集），懷孕三個月時不幸流產（第31集），後分手（第33集）。 胤禵（十四阿哥）之側福晉（第34集） 身体已经到了油尽灯枯，向十四阿哥交代身後事，帶著遺憾於十四阿哥懷裡逝世。（第34集） | 楊夢露   | 劉惠雲   |
| 吳奇隆 | 胤禛         | 四阿哥→雍亲王→雍正帝 康熙帝、德妃之子，胤禵（十四阿哥）之兄。 烏拉那拉氏、年妃之夫，弘時之父 与德妃和胤禵（十四阿哥）感情不睦，反而和胤祥（十三阿哥）较好。 在太子被废之前辅助太子，与八阿哥，九阿哥，十阿哥和十四阿哥是政敌。 馬爾泰·若曦之情人，後分手，但仍深愛著她。於第25集登上皇位；。 於第21集被八爺黨的阿靈阿和揆敘陷害，十三阿哥為他扛下罪過，為十三阿哥跪安求情。 後因太后打聽康熙帝傳位實情，命太監杀死李公公 於第35集駕崩。 | 沈磊     | 陈廷轩   |
| 吳奇隆 | 殷正         | 於第35集出現，为《步步驚情》男主角。 | 沈磊     | 陈廷轩   |
| 鄭嘉穎 | 胤禩         | 八贝勒→廉親王 康熙帝、良妃之子，郭絡羅·明慧（八嫡福晉）之夫，馬爾泰·若蘭（八側福晉）之夫，弘旺之父 胤禛（四阿哥）之政敵，九阿哥，十阿哥和十四阿哥较好，八爷党领头。 替十四阿哥挡太子射中的箭（第12集） 馬爾泰·若曦之情人，後分手。 於第21集為十三阿哥跪安求情。 因圣旨与郭絡羅·明慧（八嫡福晉）离异（第32集） 故意向雍正提起，和若曦当年的一段情，實則是為圓若曦想離開紫禁城的夢，最終在若曦離宮之時特意前來替若曦餞行，十三阿哥道「原來他還是那個重情重義的八賢王。」（第33集） 於第35集照若曦遺言喝毒藥自盡。 | 賈邱     | 陳欣     |
| 袁弘   | 胤祥         | 十三阿哥→怡親王 康熙帝、敏妃之子，與綠芜互相愛慕，育有一女承歡。 曾為蘇完瓜爾佳·敏敏之暗戀對象（第7集），馬爾泰·若曦知己。 第21集時因八爺陷害四爺而幫他頂罪，遭軟禁至康熙駕崩。 富察氏、兆佳氏之夫，承歡之父；於第35集病逝。 | 孫晔     | 劉奕希   |
| 林更新 | 胤禎（胤禵） | 十四阿哥→恂勤郡王 康熙帝、德妃之子，胤禛（四阿哥）之弟。 深愛馬爾泰•若曦 与四阿哥感情不睦。 与九阿哥和十阿哥属八爷党。 於第10集因出言頂撞康熙帝，而被康熙重打二十大板。 因不满四阿哥处理京中职务，违抗圣旨跑来塞外找八阿哥商议并寻求若曦帮忙（第11集） 於第21集為十三阿哥跪安求情。 因若曦一句我愿意，手拿先帝遺詔求胤禛把馬爾泰·若曦賜給他當側福晉（第33集） 於第35集被雍正禁在永和宮。 | 蘇俊傑   | 李凱傑   |
| 劉心悠 | 馬爾泰·若蘭  | 八側福晉 胤禩（八阿哥）之妻，後離異。馬爾泰·若曦之姊。 精通馬術，相當愛護、包容妹妹若曦，個性嫻靜，因為胤禩曾間接害了喜愛的常青山將軍戰死沙場，所以對胤禩有疏離感。 於第28集病逝。 | 范楚絨   | 鄭麗麗   |

### 大清皇族
| 演員   | 角色        | 角色介绍（以35集版本為準） | 原版配音 | 粤语配音 |
| 劉松仁 | 康熙帝      | 皇上 众阿哥之父；于第25集駕崩 | 王瑋     | 張炳強   |
| 戴春榮 | 孝恭仁皇后  | 德妃→皇太后 康熙帝之妃，胤禛（四阿哥）、胤禵（十四阿哥）之母；于第29集病逝 | 范楚絨   | 黃玉娟   |
| 劉潔   | 良妃        | 康熙帝之妃，胤禩（八阿哥）之母，昔日曾為辛者庫賤奴。 地位有限不足出面帮忙，暗中帮若曦剔除选秀名单（第6集） 在若曦寿辰，让若兰进宫请安，使若曦若兰姐妹相逢（第10集） 发现若曦带着的手镯是八阿哥之物（第10集）；于第18集病逝 | 李敏妍   | 陸惠玲   |
| 楊曉波 | 胤禔        | 大阿哥 康熙帝、慧妃之子，利用喇嘛暗施妖术加害太子，被康熙帝圈禁宗仁府並貶為庶民（第9集） |          | 陳永信   |
| 張雷   | 胤礽        | 太子 康熙帝、孝誠仁皇后之子，兩立兩廢的太子，第8集第一次被廢，于第21集第二次被廢 | 呂梁     | 李錦綸   |
| 陳鏡宇 | 胤祉        | 三阿哥 康熙帝、榮妃之子 向康熙帝揭发大阿哥利用喇嘛暗施妖术加害太子（第9集） |          | 雷霆     |
| 穆婷婷 | 烏拉那拉氏  | 四嫡福晉→孝敬憲皇后胤禛（四阿哥）之嫡福晉 帮若曦向皇上求原谅（第33集） 把若曦當親生妹妹看待勸勿嫁给十四阿哥作侧福晋，不要离開皇上（第33集） | 李敏妍   | 陸惠玲   |
| 陸梅芳 | 年贵妃      | 四側福晉→年贵妃-敦肅皇貴妃 年羹堯之妹，雍正帝之妃 |          | 林元春   |
| 王小東 | 胤祺        | 五阿哥康熙帝、宜妃之子，胤禟（九阿哥）之兄。在康熙帝生氣要拿劍砍向十四阿哥胤禵時，哀求皇阿瑪息怒。於第21集為十三阿哥跪安求情。 |          | 劉昭文   |
|        | 胤祐        | 七阿哥 康熙帝、成妃之子 |          |          |
| 石筱群 | 郭絡羅·明慧 | 八嫡福晉 明尚額附之女，胤禩（八阿哥）之妻，弘旺之母 郭絡羅·明玉（十福晉）之姊，馬爾泰·若蘭（八側福晉）之情敵。 因责罚若曦擅自离府，与若曦发生言语和肢体冲突受伤（第1集） 因陷害若曦不选为皇妃，向慧妃求助，皇后不愿得罪德妃与慧妃，安排若曦成乾清宮領頭女官奉茶宮女（第6集） 因害若曦没了孩子，被雍正下旨八阿哥休妻（第32集） 上吊並自焚而死（第32集）                             | 謝承穎   | 梁少霞   |
| 韓棟   | 胤禟        | 九阿哥 康熙帝、宜妃之子 胤祺（五阿哥）之弟，討厭若曦。 玉檀的暗戀對象 一直不理解玉檀對自己的心思，死前看到玉檀遺書才明白玉檀暗戀自己 於第35集喝毒藥而死 | 趙路     | 蘇強文   |
| 葉祖新 | 胤䄉        | 十阿哥 康熙帝之子，郭絡羅·明玉（十福晉）之夫，曾暗戀馬爾泰·若曦。 若曦调皮用十阿哥养的狗整蛊明玉格格（八嫡福晋之妹）受伤，劝架时被若曦和明玉打伤（第2集） 康熙帝为十阿哥指婚，郭絡羅·明玉格格为十嫡福晋（第3集） | 黃晨     | 李致林   |
| 劉雨欣 | 郭絡羅·明玉 | 明玉格格→十福晉 明尚額附之女，郭絡羅·明慧（八嫡福晉）之妹，胤䄉（十阿哥）之妻 被若曦调皮用十阿哥养的狗整蛊受伤，十阿哥劝架时被打伤（第2集） 與若曦發生衝突掉入湖里，被若曦训斥不准哭（第3集） 康熙帝为十阿哥指婚，郭絡羅·明玉格格为十嫡福晋（第3集） 馬爾泰·若曦之死敵，後化敵為友。（第22集） 伤心愤怒因八嫡福晋之死掌掴八阿哥（第32集） 怀了十阿哥的孩子，陪十阿哥幽禁（第35集） | 吳靜為   | 魏惠娥   |
| 米劍輝 | 胤祹        | 十二阿哥 康熙帝、定妃之子 |          |          |
|        | 兆佳氏      | 十三福晉 胤祥（十三阿哥）之嫡福晋，承歡之繼母 |          |          |
| 李林琳 | 富察氏      | 十三側福晉 胤祥（十三阿哥）之侧福晋，綠芜之情敵，因對綠蕪惡言相向，使綠蕪投河自盡。 |          | 黃淑芬   |
|        | 胤禑        | 十五阿哥 康熙帝、密嬪之子 |          |          |
|        | 胤祿        | 十六阿哥 康熙帝、密嬪之子 |          |          |
|        | 胤禮        | 十七阿哥 康熙帝、勤妃之子 |          |          |
|        | 胤衸        | 十八阿哥 康熙帝、密嬪之子 於第8集夭折 |          |          |
| 瞿澳暉 | 弘時        | 胤禛（四阿哥）之三子 |          |          |
|        | 弘曆        | 胤禛（四阿哥）之四子 |          |          |
|        | 弘旺        | 胤禩（八阿哥）、郭絡羅·明慧之子 |          |          |
| 柴蔚   | 承歡        | 胤祥（十三阿哥）、綠芜之女，兆佳氏之繼女，於第24集出生 | 李敏妍   | 鄭麗麗   |

### 其他角色
| 演員   | 角色            | 角色介绍（以35集版本為準） | 原版配音 | 粤语配音 |
| 郭珍霓 | 綠蕪            | 雅妓 「明史案」后人，馬爾泰·若曦之好友，胤祥（十三阿哥）紅顏知己，後贖身， 承歡之母，富察氏之情敵，於第27集投河自盡 | 范楚絨   | 程文意   |
| 葉青   | 玉檀            | 奉茶宮女 馬爾泰·若曦之属下、結拜姊妹 胤禟（九阿哥）的間諜 暗戀胤禟 於第30集被雍正處以蒸刑而死 | 龔曉     | 張頌欣   |
| 郭曉婷 | 蘇完瓜爾佳·敏敏 | 敏敏格格 蒙古郡主，蘇完瓜爾佳王爺之獨女 曾暗戀胤祥（十三阿哥）（第7集） 教若曦骑马时，若曦松了缰绳，马儿失控，幸八阿哥飞马救人（第11集） 协助十四阿哥逃过太子的营地搜索（第12集） 生气若曦与十四阿哥的欺骗，向康熙帝请求与若曦赛马（第16集） 與若曦情同姐妹，伊爾根覺羅·佐鷹之妻 | 陳奕雯   | 高可慧   |
| 曹馨月 | 巧慧            | 馬爾泰·若蘭陪嫁丫鬟 被雍正命来伺候怀孕的若曦（第31集） 若曦死後為承歡之婢女（第35集） | 付雅雯   | 黃淑芬   |
| 康銘桐 | 芸香            | 乾清宮奉茶宮女，馬爾泰·若曦之属下 |          | 羅杏芝   |
| 趙家林 | 隆科多          | 孝懿仁皇后之弟 |          | 劉昭文   |
| 鄧立民 | 李德全          | 康熙帝之貼身太監，大总管太監 王喜之師傅，於第26集遭雍正下旨賜毒酒自盡 | 符冲     | 譚炳文   |
| 邢瀚卿 | 年羹堯          | 年妃之兄，胤禛（四阿哥）之下属 |          | 陳永信   |
| 王曉東 | 常青山          | 馬爾泰·若蘭（八側福晉）之初戀情人 |          |          |
| 沈保平 | 張千英          | 浣衣局主事太監 太子的公公總管，李德全的死敵，武功高強，城府極深，擅長有黑針，已聽太子之命想要陷害若曦，第30集若曦由王喜口中得知因非禮若曦而被雍正帝斬舌斬一手並逐出宮 |          | 李錦綸   |
| 周彥呈 | 王喜            | 康熙帝御前太監，李德全之徒弟，因容貌與現代跟張曉爭吵的工頭相似曾被剛穿越回古代的張曉誤認,於35集失足溺死 |          | 張方正   |
| 胡朝戈 | 高無庸          | 雍正帝之貼身太監 |          | 麥皓豐   |
| 齊慶林 | 李福            | 八阿哥之貼身太監 |          | 林保全   |
| 巴森   | 蘇完瓜爾佳王爺  | 蒙古王爺，蘇完瓜爾佳·敏敏之父，又疼愛若曦把敏敏的孿生姊姊的玉佩送給若曦。 | 劉彬     | 盧國權   |
| 鄭凱   | 伊爾根覺羅·佐鷹 | 蒙古伊尔根觉罗族庶出小王子，蘇完瓜爾佳·敏敏之夫 馴鷹高手 | 符冲     | 何承駿   |
| 高森   | 李光地          | 康熙帝重臣 |          |          |
| 馬天宇 | 黃棣            | 對張曉劈腿的前男友。 |          | 李凱傑   |

1. ↑  《步步驚情》時在震天集團應徵平面設計師
2. ↑  《步步驚情》内容提要[10]
3. ↑  角色原型為烏喇那拉氏。[11]
4. ↑  友情客串，《步步驚情》時由陳翔飾演

## 製作团队及版权信息
- 原著：桐华《步步驚心》
- 监制：李国立
- 制片人：蔡艺侬
- 编剧：王莉芝、蒋春蕾
- 导演：吴锦源、林玉芬、邓伟恩
- 剪辑：谢嘉荣
- 特效：许汉坚
- 武术：陈伟滔
- 美术：何建声
- 造型：陈顾方
- 发型：仇小梅
- 化妆：卢瑞莲
- 剧照：晏斐
- 制作许可证号：甲第237号
- 发行许可证号：（沪）剧审字（2011）第016号
- 网络版权：浙江东阳天世文化传播有限公司

## 電視原声带

### 台灣
中視
| 曲序 | 曲目                   |      | 作曲                     | 主唱   |
| ---- | ---------------------- | ---- | ------------------------ | ------ |
| 1.   | 《情殤》（片頭曲）     | 武雄 | 曉華 文杰 傅超華 Tomi Fu | 信樂團 |
| 2.   | 《回不去了》（片尾曲） | 武雄 | tomi                     | 信樂團 |

## 相关

### 轶闻
- 由于《步步惊心》与湖南卫视播出的电视剧《宫》内容相似，引起唐人电影与《宫》剧编剧于正之间的口水战[12]。
- 2012年，《后宫甄嬛传》热播后，有将一系列人物相关的清宫剧进行的串联。《宫》被称《甄嬛前传》，此剧则被称为《甄嬛前传2》[13]，更有以本剧设定去“理解”《后宫甄嬛传》[14]。
- 本剧在新加坡8頻道上映期间，预告宣传广告中，康熙帝在上朝時有一台iPhone的鈴聲響起[15]。
- 本劇於2013年3月2日開拍續集，定名《步步驚情》。

### 相关产品
- DVD/H-DVD发行：

中国版：2011年9月27日，湖南金峰音像出版发行公司（简体中文/普通话）
- 新版小说：《步步惊心》－湖南文藝出版社，2011年9月30日，ISBN 9787540450977
- 原声音乐大碟：2011年10月，唐人影视《步步驚心電視原聲帶》
- DVD發行

臺灣版：2011年12月29日，弘恩文化事業有限公司（繁體中文/國語）
美国版：2011年12月22日，俏佳人傳媒事業有限公司（Beauty Media Inc.）（简体中文/普通话）

### 相关词彙
- 第一集中，刘诗诗饰演的张晓与马天宇饰演的现代男友吵架时，提到的“小梅”，“梅梅”是在电视剧《怪侠一枝梅》中刘诗诗饰演的燕三娘对马天宇饰演的贺小梅的称呼。

## 播出时间及平台
以下内容仅供参考。

### 上星頻道
| 播映日期                    | 所在地 | 頻道     | 播出时间  | 集数     |
| --------------------------- | ------ | -------- | --------- | -------- |
| 2011年9月10日-2011年9月29日 | 中国   | 湖南卫视 | 每天22:00 | 两集连播 |
| 2012年1月22日-2012年1月27日 | 中国   | 四川卫视 | 每天12:15 | 六集连播 |
| 2012年1月22日-2012年1月27日 | 中国   | 天津卫视 | 每天12:30 | 六集连播 |
| 2012年1月22日-2012年1月28日 | 中国   | 河北卫视 | 每天13:10 | 五集连播 |
| 2012年1月22日-2012年1月27日 | 中国   | 广东卫视 | 每天13:10 | 六集连播 |
| 2012年1月22日-2012年1月28日 | 中国   | 深圳卫视 | 每天14:10 | 五集连播 |
| 2012年2月12日-2012年2月20日 | 中国   | 东南卫视 | 每天07:50 | 四集连播 |
| 2012年2月12日-2012年2月20日 | 中国   | 河南卫视 | 每天08:50 | 四集连播 |
| 2012年2月12日-2012年2月17日 | 中国   | 山东卫视 | 每天11:35 | 六集连播 |
| 2012年2月13日-2012年2月21日 | 中国   | 广西卫视 | 每天08:35 | 四集连播 |

### 地面频道
| 播映日期                      | 所在地 | 频道             | 播出时间          | 集数     |
| ----------------------------- | ------ | ---------------- | ----------------- | -------- |
| 2011年9月27日-2011年10月8日   | 中国   | 大连生活频道     | 每天19:30         | 三集连播 |
| 2011年9月28日-2011年10月9日   | 中国   | 浙江影视娱乐频道 | 每天21:30         | 三集连播 |
| 2011年10月1日-2011年10月9日   | 中国   | 湖南经视         | 每周六，周日07:00 | 十集连播 |
| 2011年10月19日-2011年11月5日  | 中国   | 广西综艺频道     | 每天18:55         | 两集连播 |
| 2011年10月24日-2011年11月4日  | 中国   | 江西影视频道     | 每天19:30         | 三集连播 |
| 2011年11月9日-2011年11月26日  | 中国   | 黑龙江影视频道   | 每天18:40         | 两集连播 |
| 2011年11月11日-2011年11月22日 | 中国   | 长春娱乐频道     | 每天18:30         | 三集连播 |
| 2011年11月19日-2011年11月27日 | 中国   | 福建电视剧频道   | 每天18:00         | 四集连播 |
| 2011年11月20日-2011年12月1日  | 中国   | 南京影视频道     | 每天19:30         | 三集连播 |
| 2011年12月13日-2011年12月21日 | 中国   | 扬州城市频道     | 每天18:48         | 四集连播 |
| 2011年12月17日-2011年12月29日 | 中国   | 上海电视剧频道   | 每天19:00         | 三集连播 |
| 2011年12月25日-2012年1月11日  | 中国   | 苏州社会经济频道 | 每天19:45         | 两集连播 |
| 2011年12月27日-2012年1月19日  | 中国   | 广东珠江频道     | 每周一至周五19:10 | 两集连播 |
| 2012年1月1日-2012年1月18日    | 中国   | 太原影视频道     | 每天22:00         | 两集连播 |
| 2012年1月2日-2012年1月13日    | 中国   | 徐州文艺影视频道 | 每天18:55         | 三集连播 |
| 2012年1月9日-2012年1月20日    | 中国   | 武汉影视频道     | 每天20:00         | 三集连播 |
| 2012年1月9日-2012年1月20日    | 中国   | 湖州文化娱乐频道 | 每天20:00         | 三集连播 |
| 2012年1月17日-2012年2月1日    | 中国   | 南通新闻综合频道 | 每天20:00         | 两集连播 |
| 2012年1月18日-2012年2月4日    | 中国   | 常州都市频道     | 每天19:22         | 两集连播 |
| 2012年1月22日-2012年2月12日   | 中国   | 上海艺术人文频道 | 每周六，周日12:00 | 五集连播 |
| 2012年1月22日-2012年2月8日    | 中国   | 浙江教育科技频道 | 每天22:20         | 两集连播 |
| 2012年2月4日-2012年2月21日    | 中国   | 西安文化影视频道 | 每天18:30         | 两集连播 |

### 其他地区
| 播映日期                      | 所在地   | 频道               | 播出时间                                                                         | 集数     |
| ----------------------------- | -------- | ------------------ | -------------------------------------------------------------------------------- | -------- |
| 2011年10月5日                 |          | AsiaN              | 22:00-00:00                                                                      |          |
| 2011年10月27日-2011年11月22日 | 臺灣     | 中视               | 每周一至周五20:00                                                                | 两集连播 |
| 2011年11月11日                | 美国     | 国际卫视纽约中文台 | 20:00                                                                            |          |
| 2011年12月2日-2011年12月22日  | 臺灣     | MOD龍華戲劇        | 21:00                                                                            |          |
| 2011年12月11日                | 马来西亚 | Astro至尊HD        | 21:30                                                                            |          |
| 2012年1月16日-2012年3月6日    | 新加坡   | 新传媒8频道        | 19:00                                                                            |          |
| 2012年5月9日-2012年6月26日    | 香港     | 無綫精選台         | 每周一至周五17:00-18:00及 22:30-23:30（香港TVB粵語配音版）                       |          |
| 2012年7月5日-2012年8月22日    | 加拿大   | 城市电视           | 14:00及20:30                                                                     |          |
| 2012年8月6日                  |          | CHING              |                                                                                  | 每天2集  |
| 2012年9月23日-2012年12月1日   | 马来西亚 | Astro 华丽台       | 16:00（香港TVB粵語配音版）                                                       |          |
| 2012年10月8日                 | 日本     | BS日本             | 10:00                                                                            |          |
| 2013年3月18日-2013年5月10日   | 马来西亚 | Astro AEC          | 18:30                                                                            |          |
| 2013年6月19日                 | 越南     | VTVCab 7           |                                                                                  |          |
| 2013年7月17日-2013年9月3日    | 香港     | 高清翡翠台         | 每周一至周五23:45-00:45 每周二至六03:10-04:05、 12:00-13:00（香港TVB粵語配音版） |          |
| 2014年12月1日-2014年12月29日  | 日本     | LaLa TV            | 每周一至周五上午/晚間重播                                                        |          |
| 2015年4月10日                 | 泰國     | Channel 3 SD       | 週五-週六20:15至22:15                                                            |          |
| 2017年2月1日-2017年3月21日    | 香港     | 翡翠台             | 每周一至周五10:30-11:30（香港TVB粵語配音版）                                     |          |

## 收視率

### 中国湖南卫视
| 中国 湖南卫视 首播收视率 |                     |        |           |        |          |
| 集數                     | 播出日期            | CSM27  | CSM27     | CSM30  | CSM30    |
| 集數                     | 播出日期            | 收視率 | 收視份額  | 收視率 | 收視份額 |
| 1-2                      | 2011年9月10日       | 1.55   | 6.80      | 1.68   | 6.98     |
| 3-4                      | 2011年9月11日       | 1.55   | 6.80      | 1.63   | 7.19     |
| 5-6                      | 2011年9月12日       | 1.28   | 5.85      | 1.33   | 6.80     |
| 7-8                      | 2011年9月13日       | 1.12   | 5.25      | 1.16   | 6.45     |
| 9-10                     | 2011年9月14日       | 1.18   | 5.21      | 1.21   | 6.55     |
| 11-12                    | 2011年9月15日       | 1.02   | 4.88      | 1.15   | 6.65     |
| 13-14                    | 2011年9月16日       | 1.66   | 6.74      | 1.61   | 6.50     |
| 15-16                    | 2011年9月17日       | 1.66   | 6.74      | 1.65   | 7.13     |
| 17-18                    | 2011年9月18日       | 1.26   | 6.54      | 1.30   | 6.69     |
| 19-20                    | 2011年9月19日       | 1.18   | 5.65      | 1.22   | 6.98     |
| 21-22                    | 2011年9月20日       | 1.33   | 5.74/7.44 | 1.35   | 7.88     |
| 23-24                    | 2011年9月21日       | 1.24   | 6.88      | 1.23   | 7.09     |
| 25-26                    | 2011年9月22日       | 1.28   | 7.00      | 1.26   | 7.07     |
| 27-28                    | 2011年9月23日       | 1.59   | 7.37      | 1.61   | 7.85     |
| 29-30                    | 2011年9月24日       | 1.59   | 7.37      | 1.77   | 7.83     |
| 31-32                    | 2011年9月25日       | 1.59   | 7.37      | 1.26   | 6.43     |
| 33-34                    | 2011年9月26日       | 1.38   | 7.66      | 1.38   | 7.88     |
| 35-36                    | 2011年9月27日       | 1.47   | 7.74      | 1.48   | 8.35     |
| 37-38                    | 2011年9月28日       | 1.55   | 7.87      | 1.58   | 9.09     |
| 39-40                    | 2011年9月29日       | 1.93   | 10.31     | 2.00   | 10.91    |
| 平均收视(全年排第9)      | 平均收视(全年排第9) | 1.42   | 6.87      | 1.44   | 7.41     |

1. 数据由广视索福瑞提供，调查范围为四岁以上之观众。
2. 资料来源：湖南卫视芒果捞、男人难人懒人、卫视大混战

### 臺灣中視
| 臺灣 中視主頻 首播收视率 （AGB尼爾森） |          |                          |        |      | |
| 集數                                   | 週數     | 播出日期                 | 收视率 | 排名 | 備註 |
| 01 – 02                                | 1        | 2011年10月27日－10月28日 | 1.44   | 4    | 接於《巾幗梟雄之義海豪情》後播出 10月27日-10月28日播出時間20:50分上檔 10/27平均收視率：1.44 10/28平均收視率：1.44                |
| 03 – 07                                | 2        | 2011年10月31日－11月4日  | 1.52   | 3    | 恢復正常八點檔時間 10/31平均收視率：1.60 11/01平均收視率：1.44 11/02平均收視率：1.60 11/03平均收視率：1.60 11/04平均收視率：1.44 |
| 08 – 12                                | 3        | 2011年11月7日－11月11日  | 1.76   | 3    | 11/07平均收視率：1.52 11/08平均收視率：1.68 11/09平均收視率：1.76 11/10平均收視率：1.92 11/11平均收視率：2.00                    |
| 13 – 17                                | 4        | 2011年11月14日－11月18日 | 2.16   | 3    | 11/14平均收視率：1.92 11/15平均收視率：2.08 11/16平均收視率：2.16 11/17平均收視率：2.24 11/18平均收視率：2.16                    |
| 18 – 19                                | 5        | 2011年11月21日－11月22日 | 2.32   | 3    | 1 1月22日播出時間20:00-20:50 接档《傾世皇妃》 11/21平均收視率：2.32 11/22平均收視率：2.32                                        |
| 平均收視                               | 平均收視 | 1.84                     |        | -    | - |

1. 同时段或交叉时段主要节目：
  - 三立台灣台《家和萬事興》
  - 台視：
    - 週一～四《》
    - 週五《百萬小學堂》

  - 民視《父與子》
  - 華視《新一簾幽夢／新倚天屠龍記》
  - 大愛《畫人生》
2. 数据由AGB尼爾森調查，調查範圍是四歲以上收看電視之觀眾。
3. 資料來源：中時娛樂、凱絡媒體週報

### 新加坡8頻道
| 新加坡 新傳媒8頻道 首播收视率 （AC尼尔森） |      |                        |        |      |                                 |
| 集數                                       | 週數 | 播出日期               | 收视率 | 排名 | 備註                            |
| 01-05                                      | 1    | 2012年1月16日－1月20日 |        |      | 接於《正义武官》後播出          |
| 06-08                                      | 2    | 2012年1月25日－1月27日 |        |      | 農曆新年                        |
| 09-13                                      | 3    | 2012年1月30日－2月3日  |        |      |                                 |
| 14-18                                      | 4    | 2012年2月6日－2月10日  |        |      | U频道2月6日播出《不屈的儿媳妇》 |
| 19-23                                      | 5    | 2012年2月13日－2月17日 |        |      |                                 |
| 24-28                                      | 6    | 2012年2月20日－2月24日 |        |      |                                 |
| 29-33                                      | 7    | 2012年2月27日－3月2日  |        |      |                                 |
| 34-35                                      | 8    | 2012年3月5日－3月6日   |        |      | 3月6日完結篇 接档《渔米人家》   |
| 收視平均                                   | -    | -                      | -      | -    |                                 |

1. 同时段或交叉时段主要节目：
  - 新传媒U频道《善德女王 / 不屈的儿媳妇》
  - 星和都会台《笑吧！東海》
  - 娱家戏剧台《娘家》

## 宣傳活動
| 播出時間       | 地點       | 活動                                                                                           |
| 2010年12月6日  | 中國上海   | 《步步惊心》开机新闻发布会                                                                     |
| 2011年2月23日  | 横店影视城 | 《步步惊心》大型媒体见面会                                                                     |
| 2011年6月7日   | 上海       | 第17届上海电视节湖南卫视“红色青春，芒果华流”主题活动                                           |
| 2011年7月26日  | 北京       | 2011搜狐视频夏季电视剧互联网盛典                                                               |
| 2011年8月18日  | 上海       | 《步步惊心》上海点映专场                                                                       |
| 2011年8月23日  | 重庆       | 《步步惊心》重庆点映专场                                                                       |
| 2011年8月26日  | 长沙       | 刘诗诗、刘雨欣、郭珍霓做客“天天向上”                                                           |
| 2011年8月26日  | 北京       | 2011乐视影视盛典                                                                               |
| 2011年8月28日  | 长沙       | 《步步惊心》长沙点映专场                                                                       |
| 2011年8月30日  | 长沙       | 郑嘉颖、刘心悠做客红网“红人堂”                                                                 |
| 2011年8月31日  | 长沙       | 《步步惊心》影迷见面会                                                                         |
| 2011年9月1日   | 北京       | 《步步惊心》开播新闻发布会                                                                     |
| 2011年9月1日   | 北京       | 吴奇隆、刘诗诗、郑嘉颖、袁弘、林更新做客新浪网                                                 |
| 2011年9月2日   | 北京       | 刘诗诗、袁弘、林更新做客网易                                                                   |
| 2011年9月2日   | 北京       | 《步步惊心》北京点映专场                                                                       |
| 2011年9月9日   | 北京       | 《步步惊心》搜狐视频首播发布仪式                                                               |
| 2011年9月17日  | 长沙       | 《步步惊心》剧组做客“快乐大本营”(刘诗诗、吴奇隆、郑嘉颖、袁弘、林更新、刘心悠、刘松仁、刘雨欣) |
| 2011年9月23日  | 长沙       | 吴奇隆、刘诗诗、袁弘、林更新做客“越淘越开心”（一）                                             |
| 2011年9月25日  | 长沙       | 吴奇隆、刘诗诗、袁弘、林更新做客“背后的故事”（上）                                             |
| 2011年9月29日  | 北京       | 《步步惊心》搜狐视频庆功会                                                                     |
| 2011年9月29日  | 北京       | 刘诗诗、林更新、石小群做客搜狐NewFace11期                                                      |
| 2011年9月30日  | 杭州       | 浙江影视频道“周末星派对”《步步惊心》观众见面会（上）                                           |
| 2011年9月30日  | 长沙       | 吴奇隆、刘诗诗、袁弘、林更新做客“越淘越开心”（二）                                             |
| 2011年10月7日  | 杭州       | 浙江影视频道“周末星派对”《步步惊心》观众见面会（下）                                           |
| 2011年10月9日  | 长沙       | 吴奇隆、刘诗诗、袁弘、林更新做客“背后的故事”（下）                                             |
| 2011年10月12日 | 北京       | 刘诗诗、林更新、石小群做客搜狐NewFace12期                                                      |
| 2011年10月25日 | 北京       | 影视风云榜2011新势力盛典                                                                       |
| 2011年10月26日 | 北京       | 2011搜狐视频秋季电视剧互联网盛典                                                               |
| 2011年12月14日 | 上海       | 2011土豆网视频营销颁奖盛典                                                                     |
| 2011年12月17日 | 北京       | 2011优酷大剧盛典                                                                               |
| 2011年12月20日 | 北京       | 《综艺》年度人物评选                                                                           |
| 2011年12月23日 | 北京       | 2011国剧盛典                                                                                   |
| 2011年12月27日 | 北京       | 2011BQ红人榜                                                                                   |
| 2011年12月31日 | 广州       | 湖南卫视2011-2012跨年演唱会                                                                    |
| 2012年1月5日   | 北京       | 2012爱奇艺盛典                                                                                 |
| 2012年1月11日  | 北京       | 2011搜狐视频电视剧盛典                                                                         |
| 2012年1月12日  | 三亚       | 腾讯网第六届星光大典                                                                           |
| 2012年5月7日   | 香港       | 无线精选台“亚洲王牌剧场”《步步惊心》记者会                                                     |
| 2012年6月15日  | 上海       | 第18届上海电视节“白玉兰奖”颁奖典礼暨闭幕式                                                     |
| 2012年8月30日  | 韓國首尔   | 第七届首尔国际电视节                                                                           |

注：以上以電視播出時間為主

## 獎項
| 年份   | 頒獎典禮                 | 獎項                     | 得獎者 |
| 2011年 | 2011国剧盛典             | 2011年網路最受歡迎電視劇 |        |
| 2012年 | 第18屆上海電視節白玉蘭獎 | 最具人氣男演員           | 吳奇隆 |
| 2012年 | 第18屆上海電視節白玉蘭獎 | 最具人氣女演員           | 劉詩詩 |
| 2012年 | 首爾電視節               | 最受欢迎海外电视剧大奖   |        |

## 衍生遊戲
- 步步驚心 （页面存档备份，存于） （已結束）